# Michel Botoro
Michel Botoro est un homme politique de la république démocratique du Congo. Il est ministre de la Fonction publique dans le gouvernement Muzito I.